# Libellago blanda
Libellago blanda là loài chuồn chuồn trong họ Chlorocyphidae. Loài này được Hagen in Selys mô tả khoa học đầu tiên năm 1853.